# Micrurapteryx parvula
Micrurapteryx parvula là một loài bướm đêm thuộc họ Gracillariidae. Nó được tìm thấy ở Israel và Jordan.